# Anacreon

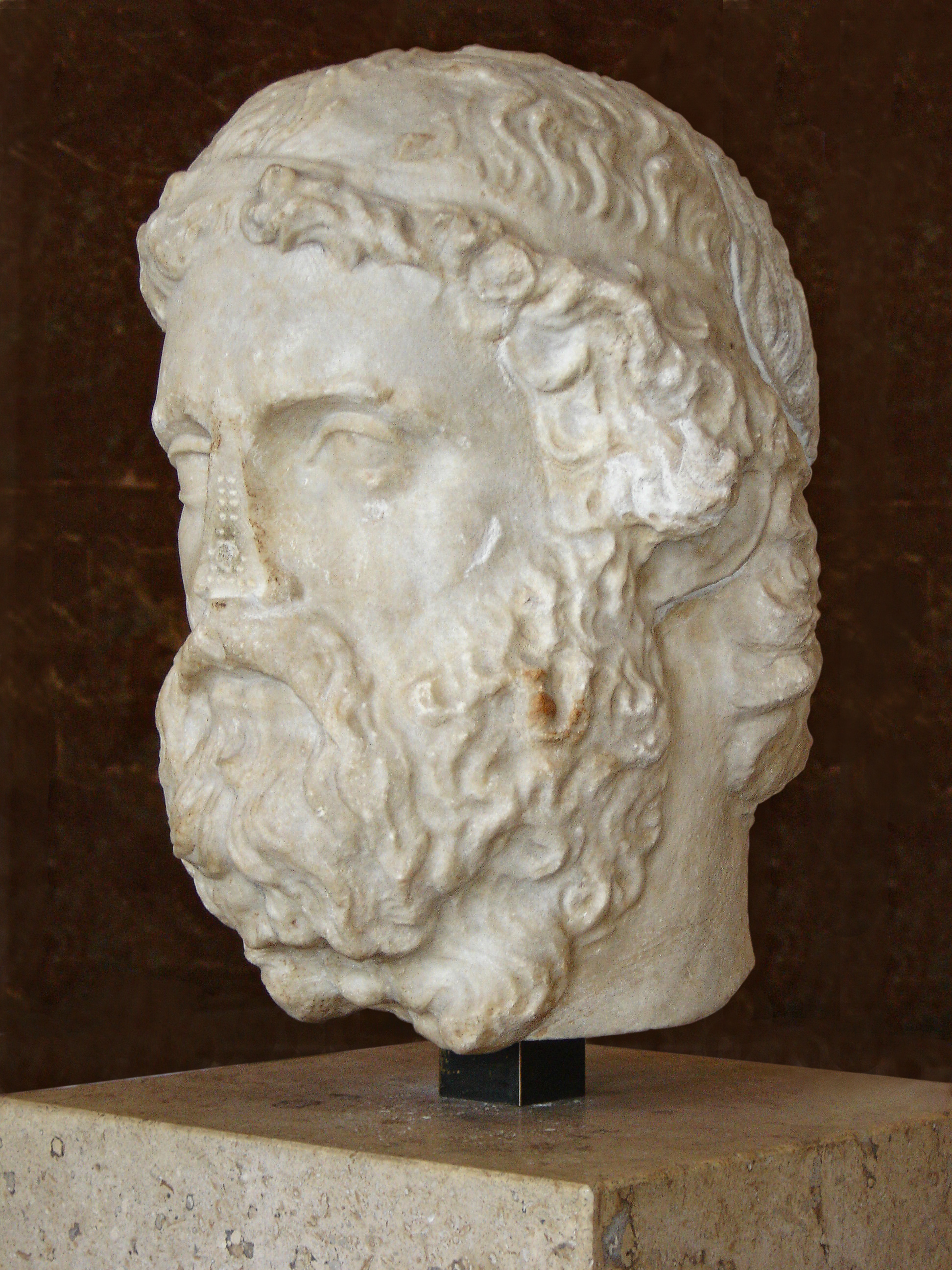
Anacreon (bust) la Louvre

Anacreon - în greaca veche Ανακρεων - (n. ca. 550 î. Hr., după alții 570 sau 580 - d. 488 sau 464 sau 495) a fost poet liric grec antic, din Asia Mică. Celebru prin ale sale imnuri și cântece de banchet. Mai târziu a fost inclus în lista canonică a celor nouă poeți (alături de Alcman, Sappho, Alceus, Stesihoros, Ibicos, Simonides, Pindar, Bacchylide).

## Biografie
Anacreon s-a născut la Teos, un oraș ionic pe costele Asiei Mici. Nu prea se cunosc detalii din viața sa.
În anul 540 î.Hr., ca urmare a invaziei trupelor persane, a fost nevoit să se refugieze, o dată cu majoritatea localnicilor, în Abdera, Tracia.
Mai târziu îl vedem pe Anacreon în preajma tiranului Polycrates (insula Samos), ca poet de curte. Aici și-a petrecut o mare parte a vieții, bucurându-se de un deosebit respect, mai ales că beneficia de protecție din partea tiranului. Acestuia i-a dedicat multe ode.
După moartea lui Polycrates (522 î.Hr), este invitat de către tiranul Hipparchus la Atena. Aici frecventează cercul artiștilor de seamă, printre care Xanthippa și Simonides, cu care poartă relații de prietenie.
După asasinarea lui Hipparchus, Anacreon se întoarce în Teos. Acolo se stinge din viață și este înmormântat.

## Opera

### Stilul și forma
Anacreon a scris în dialectul ionic. Ca majoritatea poemelor lirice ale vremii, poeziile sale se recitau acompaniate de liră.
Muzicalitatea era conferită și de modul de pronunție al dialectului ionic.
Poemele sale aveau o măsură metrică deosebită, măsură ce ulterior a fost imitată de mulți poeți universali.
Datorită acestor subtilități, poemele sale sunt greu de tradus în limbile moderne.

### Teme și subiecte
Temele erau cele obișnuite în acea vreme: dragoste, dezamăgire, petrecere, serbare, ospăț. Poemele sale au devenit atât de populare pentru că se adresau omului de rând.
Anacreon a mai compus cântece de banchet, erotice, imnuri religioase. Din toate cele cinci cărți de poeme lirice ne-au rămas numai câteve fragmente și numele a două din ele: "Suda" și "Atheneus".

## Posteritatea
Anacreon a influențat poezia universală încă din perioada elenistică.
Numeroși au fost cei care l-au imitat. În 1554 a fost publicată o traducere latină a scrierii Anacreonteia, un manuscris din secolul al X-lea ce cuprindea o culegere de imitații, autorii fiind anonimi.
Artiști care i-au împrumutat numele:
- Anacreon al Pictorilor - Francesco Albani (1578-1660), pictor baroc italian
- Anacreon al Persiei - poetul persan Hafiz
- Anacreon al Suediei - poetul și compozitorul suedez Carl Michael Bellman (1740-1795)